# Outlander (tv-serie)
Outlander er en historisk drama tv-serie baseret på bogserien af samme navn af forfatter Diana Gabaldon. Serien er udviklet af Ronald D. Moore og showet havde premiere 9. august 2014 på kanalen Starz. Medvirkende er Caitríona Balfe som Claire Randall, en gift tidligere 2. verdenskrigssygeplejerske der på ferie i Skotland i 1945, teleporteres tilbage i tiden til år 1743. Her møder og forelsker hun sig i den flotte skotske højlandssoldat Jamie Fraser (Sam Heughan), som er del af Gabaldons opdigtede udgave af Clan Fraser of Lovat og bliver indblandet i det skotske oprør.
Første sæson bestående af 16 afsnit (sæsonen blev udgivet i to dele) er baseret på bogseriens første bind, Den engelske kvinde. Anden sæson bestående af 13 afsnit er baseret på Guldsmed i rav, og blev sendt fra april til juli i 2016. Tredje sæson med også 13 afsnit, baseret på Den rejsende, blev sendt fra september til december i 2017. Fjerde sæsons 13 afsnit, baseret på Trommer i det fjerne, blev sendt fra november 2018 til januar 2019. Femte sæsons 12 afsnit, baseret på Det brændende kors, blev sendt fra februar til maj 2020.
Showet er nu forlænget med sjette sæson med 8 afsnit, samt en syvende sæson med 16 afsnit og skal være baseret på henholdsvis Et pust af sne og aske og Sangen i knoglerne. Sjette sæson er planlagt til at have premiere i 2022.

## Handling

### Sæson 1 (2014–15)
I 1945 besøger Claire Randall, som har arbejdet som sygeplejerske i den britiske hær under 2. verdenskrig, og hendes mand, Frank, Inverness, Skotland, hvor hun transporteres tilbage til 1743 gennem bautastenene ved Craigh na Dun (et opdigtet sted: se Clava cairn). Hun ender her i armene på en gruppe skotske højlandsoprører fra klanen MacKenzie (en fiktionalisering af den virkelige Clan MacKenzie), som forfølges af de britiske rødfrakker anført af kaptajn Jonathan "Black Jack" Randall. Randall viser sig at være en forfader til Frank.
Af nød må Claire gifte sig med skotten, Jamie Fraser, men de forelsker sig hurtigt. Klan MacKenzie mistænker hende for at være spion fra briterne, men de tilbageholder hende på grund af hendes medicinske egenskaber, hvilket forhindrer hende i at tage tilbage til sin egen tid. Med sin viden om jakobitternes forestående nederlag, forsøger Claire at advare klanen mod at lave oprør. Jamie tages til fange, tortureres og voldtages af den sadistiske Randall, førend Claire og hans landsmænd formår at befri ham. Claire fortæller Jamie, at hun er gravid og de sætter sejl mod Frankrig.

### Sæson 2 (2016)
I det 18. århundredes Paris forsøger Claire og Jamie at forpurre jakobitternes planer ved at undergrave de midler som Kong Ludvig d. 15 af Frankrig står til at ville finansiere. Jamie bliver Charles Stuarts fortrolige, men det mislykkes dem at forhindre oprøret. Randall er pludselig i Paris, men Claire får Jamie til at love at holde ham i live, indtil de er sikre på, at det ikke påvirker Franks afstamning. Hun sikrer dette ved at overtale Randall til at gifte sig med Mary Hawkins. Claire og Jamies datter, Faith, fødes dødfødt og de vender tilbage til Skotland. Jakobitterne vinder slaget ved Prestonpans.
Kort før slaget ved Culloden bliver Claire gravid igen og Jamie sender hende tilbage til det 20. århundrede. Jamie vil kæmpe og dø ved Culloden sammen med sin klan. Tilbage i sin egen tid fortæller Claire Frank om tidsrejsen. Han beder hende om at glemme Jamie og de opfostrer pigen, Brianna, sammen. Tyve år senere dør Frank i en bilulykke. Claire tager den 20-årige Brianna med til Skotland. Claire finder her ud af, at Jamie ikke døde ved slaget ved Culloden og sværger, at hun vil vende tilbage til ham.

### Sæson 3 (2017)
Jamie dræber Randall ved Culloden og bliver selv voldsomt skadet, men benådes og undgår henrettelse. I Ardsmuir-fængslet bliver Jamie venner med guvernøren Lord John Grey, som befrier ham fra fængslet ved at ansætte ham på en engelsk ejendom. Her narres Jamie ind i et forhold til fruen af ejendommen og får en uægte søn, William, med hende. Jamie vender hjem til Skotland og bliver forlægger.
I 1948 bliver Claire optaget på medicinstudiet i Boston, Massachusetts. Ved besøget i Skotland samme med Brianna, får Claire hjælp af Roger Wakefield, et tidligere plejebarn af et præstepar, til at finde ud af hvad der skete med Jamie ved slaget ved Culloden. Claire vender tilbage til det 18. århundrede og finder ud af, at Jamie har giftet sig med en enke, Laoghaire. Claires tilbagevenden gør nu deres ægteskab ugyldigt. De forsøger at opdrive nogle hengemte ædelsten, som de kan tilbyde Laoghaire som kompensation for det opløste ægteskab, men Jamies nevø Ian kidnappes af pirater og bortføres til Caribien. Jamie og Claire følger efter og formår at befri ham fra Geillis Duncan, en også tidsrejsende kvinde, som undslap bålet i sæson 1 efter at være blevet mærket som heks. Claire og Jamie sejler mod Skotland, men går skibbrudne på Georgias kyst.

### Sæson 4 (2018–19)
I den britiske koloni North Carolina forsøger Claire og Jamie at vende tilbage til Skotland sammen med Fergus, Marsali og Ian. De besøger Jamies tante, Jocasta Cameron, på hendes plantage, hvor de møder slaveri for første gang. Claire og Jamie vil rejse videre og kommer til et tilsyneladende uberørt stykke land, hvor de bosætter sig og kalder Fraser's Ridge. Området tilhører dog allerede Cherokee-indianere. Jamie genforenes med Murtagh, som nu er smed og leder af oprørsbevægelsen Regulator movement. Lord John besøger Jamie og har Jamies søn, Willy, med.
I 1970'erne afviser Brianna Rogers frieri. Efter at Brianna opdager, at hendes forældre i fortiden står til at ville dø i en ildebrand, rejser hun tilbage i tiden gennem stenene. Da Roger opdager, at Brianna er rejst tilbage i tiden, følger han efter hende. De mødes i Wilmington, North Carolina og indgår i håndfæstet ægteskab. Kort efter kommer de dog op at skændes og Roger forsvinder i vrede. Slynglen Stephen Bonnet voldtager i mellemtiden Brianna. Brianna finder dog sin mor og møder endelig sin rigtige far, Jamie. Brianna opdager nu, at hun er gravid. Roger er taget til Fraser's Ridge, hvor Briannas stuepige, Lizzie, tager fejl af Roger og tror, at han er voldtægtsmanden Bonnet. Lizzie fortæller Jamie om "Bonnet", hvilket får Jamie til at tæve Roger. Ian sælger Roger til Mohawk-indianere. Som fejlen reddes ud, tager Jamie og Ian ud for at befri Roger, og Ian tilbyder sig selv som fange i stedet for Roger. Roger og Brianna genforenes på Jocastas plantage og de gifter sig senere på Fraser's Ridge. Jamie får ordre på at myrde Murtagh, som nu er efterlyst og på flugt.

### Sæson 5 (2020)
Jamie og Claire kæmper for at kunne beholde deres hjem i Fraser's Ridge som den amerikanske uafhængighedskrig lurer i horisonten. Brianna og Roger gifter sig, og Governor Tryon presser Jamie til at jagte og finde Murtagh, hvilket tvinger Jamie til at skabe en milits og gå imod Regulators. Han kæmper mellem at holde sin gudfar i live og samtidig fuldføre sine pligter overfor briterne, især på grund af opmærksomheden fra Løjtnant Knox, som er fuldt opsat på at finde og dræbe Murtagh. Til trods for Murtaghs bønner om at Jocasta skal gengælde hans kærlighed til hende, indgår hun sit fjerde ægteskab og vælger dermed sin og sin plantages sikkerhed over hans idealisme. Jamies loyalitet til briterne bliver skubbet til bristepunktet ved slaget ved Alamance, da Rogers forsøg på at advare Murtagh mislykkes, og Murtagh bliver skudt. Roger tages til fange og hænges af briterne, men han overlever, dybt traumatiseret af oplevelsen. Jamie er knust i månederne efter slaget.
Imens presses forholdet mellem Roger og Brianna, da tingene tyder på, at Bonnet er på færde igen, hvilket får Brianna til at tage sagen i egen hånd, da hun tages til fange af Bonnet. Til sidst bestemmer Brianna og Roger sig for, at de vil prøve at rejse tilbage gennem stenene, da de har ventet på at deres søn, Jemmy, også kan rejse i tiden, da fremtiden er sikrere for deres søn. Det lykkes dog ikke at rejse tilbage gennem stenene, og de bliver i fortiden. Ian vender tilbage fra sin tid hos Mohawk-indianerne og får sandheden at vide om Claire, Brianna og Rogers tilstedeværelse, da han konfronterer dem med information, han har fået hos indianerne.
Claire fortsætter med at udvikle sin medicinske praksis ved at udvikle penicillin, samt udgive lægefaglige blade under et mandligt pseudonym, men hendes gode hensigter giver bagslag. Claire bortføres og voldtages af Lionel Brown og hans bande, og hun reddes af Jamie, Fergus, Roger og mændene fra Fraser's Ridge. Selvom Jamie afleverer Lionels lig til Richard, Lionels bror og borgmester i Brownsville, truer Richard Fraser's Ridge og Jamies familie.

## Serieoversigt
| Sæson | Sæson | Afsnit | Oprindeligt sendedato (i USA) | Oprindeligt sendedato (i USA) |
| Sæson | Sæson | Afsnit | Først sendt                   | Sidst sendt                   |
| ----- | ----- | ------ | ----------------------------- | ----------------------------- |
|       | 1     | 16     | 9. august 2014                | 30. maj 2015                  |
|       | 2     | 13     | 9. april 2016                 | 9. juli 2016                  |
|       | 3     | 13     | 10. september 2017            | 10. december 2016             |
|       | 4     | 13     | 4. november 2018              | 27. januar 2019               |
|       | 5     | 13     | 16. februar 2020              | 10. maj 2020                  |

## Medvirkende
- Caitriona Balfe som Claire Beauchamp Randall/Fraser
- Sam Heughan som James "Jamie" MacKenzie Fraser
- Tobias Menzies som Frank Randall (sæson 1–4) /
Jonathan "Black Jack" Randall (sæson 1–3)
- Graham McTavish som Dougal MacKenzie (sæson 1–2) /
William "Buck" MacKenzie (sæson 5)
- Duncan Lacroix som Murtagh Fitzgibbons Fraser (sæson 1–5)
- Grant O'Rourke som Rupert MacKenzie (sæson 1–3)
- Stephen Walters som Angus Mhor (sæson 1–2)
- Gary Lewis som Colum MacKenzie (sæson 1–2)
- Lotte Verbeek som Geillis Duncan, tidligere kendt som Gillian Edgars (sæson 1–3)
- Bill Paterson som Edward "Ned" Gowan (sæson 1, 3)
- Simon Callow som Clarence Marylebone, hertug af f Sandringham (sæson 1–2)
- Laura Donnelly som Janet "Jenny" Fraser Murray (sæson 1–3)
- Douglas Henshall som Taran MacQuarrie (sæson 1)
- Steven Cree som Ian Murray (sæson 1–4)
- Stanley Weber som Le Comte St. Germain (sæson 2)
- Andrew Gower som Prince Charles Edward Stuart (sæson 2–3)
- Rosie Day som Mary Hawkins (sæson 2)
- Dominique Pinon som Master Raymond (sæson 2)
- Frances de la Tour som Mother Hildegarde (sæson 2)
- Nell Hudson som Laoghaire MacKenzie (sæson 2–4; tilbagevendende sæson 1)
- Clive Russell som Simon Fraser, Lord Lovat (sæson 2)
- Richard Rankin som Roger Wakefield (sæson 2–nu)
- Sophie Skelton som Brianna "Bree" Randall (sæson 2–nu)
- David Berry som Lord John Grey (sæson 3–5)
- John Bell som Ian Fraser Murray (sæson 3–nu)
- César Domboy som Claudel "Fergus" Fraser (sæson 3–nu)
- Lauren Lyle som Marsali MacKimmie Fraser (sæson 3–nu)
- Richard Dillane som Captain Raines (sæson 3)
- Edward Speleers som Stephen Bonnet (sæson 4–5)
- Maria Doyle Kennedy som Jocasta MacKenzie Cameron (sæson 4–nu)
- Colin McFarlane som Ulysses (sæson 4–nu)
- Natalie Simpson som Phaedre (sæson 4)
- Tantoo Cardinal som Adawehi (sæson 4)
- Caitlin O'Ryan som Lizzie Wemyss (sæson 4–present)
- Braeden Clarke som Kaheroton (sæson 4)
- Gregory Dominic Odjig som Satehoronies (sæson 4)
- Billy Boyd som Gerald Forbes (sæson 4–5)
- Carmen Moore som Wahkatiiosta (sæson 4)
- Tom Jackson som Tehwahsehwkwe (sæson 4)
- Yan Tual som Father Alexandre Ferigault (sæson 4)
- Sera-Lys McArthur som Johiehon (sæson 4)
- Chris Larkin som Richard Brown (sæson 5)
- Ned Dennehy som Lionel Brown (sæson 5)

## Produktion

### Udvikling
I juli 2012 kom det frem at Sony Pictures Television havde sikret sig rettighederne Gabaldons Outlander-serie, med Moore tilknyttet som udvikler af projektet og Jim Kohlberg (Story Mining and Supply Co) som producer. Sony færdiggjorde aftalen med Starz i november 2012, og Moore ansatte et forfatterteam i april 2013. Juni samme år bestilte Starz Outlander-projektet med 16 afsnit og det blev i august annonceret, at det var John Dahl skal skulle være instruktør på de to første afsnit. Starz' direktør, Chris Albrecht, udtalte senere, at han havde givet grønt lys til flere genre-projekter, deriblandt Outlander, for at skubbe kanalens serieudvikling nærmere "det underbetjente publikum" for at kunne få en "ægte ivrig fanskare til at blomstre og derigennem af sig selv promovere showet".
Ved at kalde det "et så anderledes show der nogensinde, i min hukommelse, er blevet sendt", mente Albrecht at Outlanders kombination af fantasy, action, en stærk central romance og et feministisk fokus ville gøre forskellen. Et andet kendetegn ved serien er brugen af det skotske gæliske sprog. Àdhamh Ó Broin var sprogkonsulent  og Griogair Labhruidh sang på gælisk til soundtracket til anden sæson.
Den 15. august 2014, kun kort efter premieren af serien, forlængede kanalen serien med en anden sæson med mindst 13 afsnit, baseret på andet bind i bogserien, Guldsmed i rav. Den 1. juni forlængede Starz serien med en tredje og fjerde sæson, som skulle baseres på bogseriens tredje og fjerde bind, Den rejsende og Trommer i det fjerne.
Den 9. maj forlængede Starz serien med en femte og sjette sæson, som skulle baseres på henholdsvis Det flammende kors og Et pust af sne og aske, og hver sæson skulle bestå af 12 afsnit.
Den 14. marts 2021 blev serien forlænget igen med en syvende sæson, oprindelig sat til at have 12 afsnit, efter det syvende bind, Sangen i knoglerne. Den 1. juni 2021 annoncerede Starz, at den sjette sæson skulle have premiere først i 2022 med en kortere sæson bestående af otte afsnit, mens syvende sæson ville få 16 afsnit.

### Manuskript
Moore sagde om pilotafsnittet: "Mange ting vi gjorde i de første 30-40 min er ikke med i bogen, eller er samlinger på begivenheder i bogen". Han understregede, at han ikke ville fremstille det tidsrejsende element på en traditionel special effect-science fiction-fyldt måde. Samtidig med at beskrive første sæsons tilpasning til tv som "ligetil" føjede ham: "Det var hele tiden tydeligt hvad grundstrukturen var: Claire prøver at finde hjem, så møder hun den her fyr, nu er hun blevet forelsket, nu møder hun en konflikt, kommer hun mon hjem. Du kan lægge det ud på en ganske lineær måde". Angående den mere skumle stemning i anden halvdel af første sæson, sagde han: "showet bliver mere kompliceret og den følelsesmæssige rejse mere nervespirrende".
Om den anden sæson og bindet bag, Guldsmed i rav, sagde Moore:
 The book is a more complicated structure in terms of how Diana [Gabaldon] wrote it ... So it was not as easy an adaptation as the first season was ... Book 2 is just a more complex book. It’s laid out very differently, as a result it took more wrangling to try to figure out how to translate this particular story into our season. There were more complications, there were more characters ... It was a bigger task. The thing that gives me the most comfort is that Diana likes it a lot. She had said, 'Oh, I really liked the way you did it. it was a difficult plot, I know, but I think you really found the essence of it. You really found the through line that really defines what this part of the journey is.' ... It’s not going to be a literal adaptation because I don’t think that’s possible with the second book ... But I think it’s very much the same story, the major characters are all represented, the major scenes are all represented, and it still gets you to all the same places you want to go.

Gabaldon blev ansat som konsulent til tv-produktionen. Da hun i juni 2015 blev spurgt ind til tv-tilpasningen af bogserien, sagde hun: "Jeg tror de fik kogt serien godt ned... Jeg fik de fleste af de ting med, som jeg følte var essentielle. Der var kun enkelte gange hvor det, jeg så som det mest vigtige, ikke kom med". I marts 2015 udtalte hun om anden sæsons manuskript: "De parisiske elementer er rigtige gode, og jeg er faktisk ganske imponeret om de outlines jeg har set ... Jeg synes de har gjort et fremragende stykke arbejde med at trække de mest vigtige plotelementer frem og sætte dem sammen på en overbevisende måde". Gabaldon skrev manuskriptet til afsnittet "Vengeance is Mine" i sæson to.
Ifølge Moore begyndte manuskriptskrivning og pre-produktionen til sæson fire allerede mens sæson tre var i gang med optagelser. Gabaldon skrev et afsnit til den femte sæson.

### Casting
Den 9. juli 2013 blev det annonceret, at Sam Heughan havde fået rollen som den mandlige hovedrolle, Jamie Fraser. Tobias Menzies var det andet officielle cast, da han den 8. august fik duo-rollerne som Frank og Jonathan Randall. Stephen Walters og Annette Badlands roller som Angus Mhor og Mrs. Fitzgibbons blev officielle den 29. august 2013, mens Graham McTavish og Gary Lewis blev castet som MacKenzie-brødrene den 4. september. Seriens kvindelige hovedrolle, Claire Beauchamp Randall, skulle spilles af Caitríona Balfe og det blev annonceret d. 11. september 2013. Undervejs i serien blev Lotte Verbeek som Geillis Duncan og Laura Donnelly som Jamies søster Jenny tilføjet, dette var i oktober 2013.
I december 2013 blev Simon Callow castet til birollen som Duke of Sandringham, og Entertainment Weekly skrev i april 2014, at Steven Cree skulle spille Ian Murray. Bill Paterson blev valgt til rollen som advokaten Ned Gowan i juni 2014. Forfatter Gabaldon havde en cameo-rolle som Iona MacTavish første sæsons afsnit "The Gathering". I august 2014 kom det frem, at Frazer Hines skulle spille en fængselsbetjent i et afsnit i første sæson. Fra 1966 til 1969 havde Hines haft rollen som Jamie McCrimmon i serien Doctor Who, en karakter som Gabaldon har udtalt, har inspireret hende til at give lade Outlander foregå i Skotland, samt har inspireret hende til skabe karakteren Jamie Fraser. Hines spiller Sir Fletcher Gordon, en engelsk fængselsbetjent, i afsnittet der blev sendt i maj 2015, "Wentworth Prison".
I juni 2015 castede serien Andrew Gower som den jakobitske tronprætendent Charles Edward Stuart; Robert Cavanah som Jamies skotske fætter Jared, en vinhandler og jakobit der bor i Paris; Margaux Châtelier som Annalise de Marillac, Jamies tidligere franske elsker; og Laurence Dobiesz som Alex Randall, Black Jacks yngre- og gode- bror. Blandt andre cast til sæson to tæller Romann Berrux som den franske lommetyv Fergus, Rosie Day som baronens datter Mary Hawkins, Stanley Weber som Le Comte St. Germain, Dominique Pinon som helbreder Master Raymond, Marc Duret som den franske finansminister Joseph Duverney, Frances de la Tour som Mother Hildegarde, og Audrey Brisson som Sister Angelique. I juli 2015 blev Lionel Lingelser castet som Kong Ludvig d. 15 af Frankrig. Moore afslørede i juni 2015, at Verbeek ville vende tilbage til sin rolle som Geillis. Richard Rankin blev valgt til rollen som Roger Wakefield i december 2015, mens Sophie Skelton blev castet til at spille Brianna Randall, Claire og Jamies datter, i januar 2016.
I august 2016 annoncerede Starz, at David Berry var blevet valgt til at spille Lord John William Grey til sæson tre. I september blev Wil Johnson castet som Joe Abernathy og John Bell som "Young Ian" Fraser Murray. I oktober blev César Domboy castet til at spille den voksne udgave af Fergus, med Lauren Lyle som Laoghaires datter Marsali MacKimmie. Hannah James og Tanya Reynolds blev castet til søstrene Geneva og Isobel Dunsany i november 2016.
I oktober 2017 blev to roller til sæson fire annonceret. Maria Doyle Kennedy skulle spille Jamies tante Jocasta, og Ed Speleers som Stephen Bonnet, en irsk pirat og smugler. Valget på Colin McFarlane som Jocastas slavebutler, Ulysses, blev officielt i januar 2018. Cherokee- og Mohawk-indianerne i sæson fire blev spillet af medlemmer af First Nations fra Canada, som havde rejst til Skotland for at være med i optagelserne.
I maj 2020 meddelte Berry, at han ikke ville vende tilbage til Outlander i den sjette sæson.

### Indspilning
I juli 2013 bekræftede den britiske Chancellor of the Exchequer George Osborne, at serieproduktionen ville kunne drage nytte af Creative Sector Tax Relief-programmet, der blev implenteret i Storbritannien i 2012, som udløser filmafgiftslettelser til avancerede tv-produktioner. Den skotske regering indvilligede også i at hjælpe med at betale for renoveringen af et varehus i udkanten af Cumbernauld i North Lanarkshire om til et filmstudie.Optagelserne begyndte on location i Skotland i september 2013. Cumbernauld-studios blev brugt til on set-optagelser, hvor locationsshoots blev optaget på Doune Castle, Stirling; møller i East Linton, East Lothian; Newtonmore i det skotske højland; Rothiemurchus Forest, Aviemore; stenbrud omkring Bathgate, West Lothian og Aberfoyle, Stirling, samt ved Linlithgow Palace, Loch Rannoch i højlandet, samt Falkland og Culross i Fife. Disse omgivelser har siden tiltrukket adskillige internationale turister.
Optagelserne til sæson to begyndte i april 2015 og stod til at blive sendt i foråret 2016. Sæsonens setting er Paris, som Moore har brugt andre locations for at genskabe. Nogle indendørsscener er spillet i soundstages i Skotland, mens Prag blev brugt til at filmen udendørsscener samt ved Chateau de Versailles. Derudover er enkelte slotte i det sydlige England, som havde franskinspireret indretning og arkitektur brugt som locations. Moore præciserede, at anden sæson af Outlander "vil se fuldstændig anderledes ud end sæson et" med en "dybere, mere dynamisk visuel palette". Med skiftet fra Skotland til Frankrig utalte han, at "du visuelt har flyttet dig fra store skove og sten fra sæson et til de fine parisiske lejligheder". Han uddybede:
 Alt ved Paris er så fuldstændig anderledes, især kostumerne ... Det er den mest stilfulde by i verden på dette tidspunkt. Mange flere penge. Meget finere. I Skotland bruges der tunge uldgarner og mere organiske farver. I Paris vil alle være en påfugl. Du har en langt større palette af tekstiler og farver og stilarter end du havde i Skotland. Det er en fuldstændig anden verden. Og den slags går på tværs af alle dele af produktionen. Der var ikke rigtig nogle sets eller kulisser vi havde brugt i Skotland, som vi kunne bruge i Paris ... Vi taler hestevogne, tjenere, vi taler rekvisitter og møbler. Alt skulle være anderledes. Det var et helt nyt show.

Produktionen af sæson tre begyndte i september 2016 i Skotland, og optagelserne fandt sted i Cape Town fra marts til juni 2017. Optagelserne blev færdige d. 16. juni 2017.
I august 2017 fortalte Moore, at nogle af locations i Skotland også ville fungere som 18. århundredes Amerika, samt at nogle af bjergene og floderne i North Carolina ville blive genskabt ved brug af locations i Østeuropa. Produktionen af fjerde sæson blev færdige i Skotland 5. juli 2018.
Produktionen af sæson fem, som hovedsagligt foregår i North Carolina, begyndte i Skotland i april 2019. Locations inkluderer Kinloch Rannoch (som Craigh na Dun), kirken Thomas Coats Memorial Baptist Church i Paisley,
The Hermitage, Dunkeld i Perthshire og Milne Woods i Bridge of Allan. Mange af optagelserne blev færdiggjorte i Wardpark Studios i Glasgow.
Produktionen til sæson var planlagt til at begynde i maj 2020, men planerne blev udskudt på grund af COVID-19 pandemien. Produktionen gik endelig i gang i februar 2021.

### Musik
Seriens musik er komponeret af Bear McCreary. Titelsangen er en af tilpasning af Robert Louis Stevensons digt Sing me a Song of a Lad that is Gone, som er sunget til melodien fra den skotske folkevise "The Skye Boat Song". Gennem første halvdel af sæson to blev andet vers i titelsangen sunget på fransk for at afspejle sæsonens setting i Frankrig. Gennem den anden halvdel af sæson tre har titelsangen et strejf af caribiske toner for at afspejle denne sæsons jamaicanske setting, mens fjerde sæsons titelsang har en kolonial amerikansk lyd.